# Ilseng
Ilseng är en tätort som till större delen ligger i Stange kommun i Innlandet fylke i sydöstra Norge. En mindre del av tätorten finns i angränsande Hamars kommun. Orten ligger vid Rørosbanan, där fylkesväg 1908 möter fylkesväg 1912, sydöst om staden Hamar.